# Heino Kleiminger
Heino Kleiminger (Wismar, 1939. február 3. – Rostock, 2015. április 16.) keletnémet válogatott német labdarúgó, csatár.

## Pályafutása

### Klubcsapatban
1956 és 1970 között a Hansa Rostock labdarúgója volt. 1970 és 1974 között a TSG Wismar csapatában szerepelt. 182 keletnémet élvonalbeli bajnoki mérkőzésen 62 gólt szerzett. 1974-ben vonult vissza az aktív labdarúgástól.

### A válogatottban
1963 és 1964 között négy alkalommal szerepelt a keletnémet válogatottban és öt gólt szerzett.